# You and I (t.A.T.u.)
You and I è un singolo del duo musicale russo t.A.T.u., pubblicato il 12 settembre 2008 come terzo estratto dall'album Vesëlye ulybki.

## Descrizione
Scritta da Ed Buller e Andy Kubiszewski, la canzone ha debuttato radiofonicamente in Russia il 12 settembre 2008 e il 16 dello stesso mese è entrata in rotazione anche in Ucraina. Essendo un singolo promozionale, non è stato registrato alcun video per il brano.
Il brano è intitolato come il film You and I, in cui le t.A.T.u. hanno recitato interpretando loro stesse. Insieme ad altre canzoni dell'album, You and I fa parte della colonna sonora della pellicola. Nella parte finale del film, il duo si esibisce con la canzone durante un concerto a Mosca.
Insieme alle tracce Fly on the Wall e Running Blind, la canzone fa parte di un album in lingua russa ma è cantata in inglese. Il brano è stato anche incluso nella versione inglese dell'album Waste Management (2009).

## Tracce
Testi e musiche di Ed Buller, Andy Kubiszewski.
1. You and I – 3:16

## Classifiche
| Classifica (2008) | Posizione massima |
| ----------------- | ----------------- |
| Ucraina           | 180               |